# Cybianthus cuneifolius
Cybianthus cuneifolius Mart. – gatunek roślin z rodziny pierwiosnkowatych (Primulaceae). Występuje endemicznie w Brazylii – w stanach Espírito Santo, Rio de Janeiro i São Paulo. 

## Morfologia
PokrójZimozielone drzewo lub krzew. Dorasta do 1,5–4 m wysokości.
LiścieBlaszka liściowa ma eliptycznie lancetowaty lub lancetowaty kształt. Mierzy 7–18 cm długości oraz 1,9–4,2 cm szerokości, jest całobrzega, ma klinową nasadę i spiczasty wierzchołek. Ogonek liściowy jest owłosiony i ma 4–14 mm długości.
KwiatyRozdzielnopłciowe, zebrane w gronach o długości 3,8–8,5 cm, wyrastających z kątów pędów. Mają 4 działki kielicha o trójkątnym kształcie i dorastające do 1 mm długości. Płatki są 4, są podługowate i mają zielonkawą barwę oraz 2 mm długości.
OwocPestkowce mierzące 6 mm średnicy, o jajowatym kształcie.

## Biologia i ekologia
Rośnie w lasach. 